# دباء ثؤلولي
دباء ثؤلولي (الاسم العلمي:Lagenaria verrucosa) هو نوع من النباتات يتبع جنس الدباء من الفصيلة القرعية.